# Cedric De Keirsmaeker
Cedric De Keirsmaeker (15 oktober 1991) is een Belgisch kick- en thaibokser.

## Levensloop
In juni 2017 won hij te Putte de ISKA-wereldtitel kickboksen in de categorie -75kg van de Portugees Fabio Texeira.
De Keirsmaeker is afkomstig uit Koningshooikt.